# Wahlbezirk
Ein Wahlbezirk oder Stimmbezirk, in Österreich Wahlsprengel genannt, ist eine organisatorische Einheit bei politischen Wahlen.
Begrifflich unterscheidet man noch den Wahlkreis, in dem schon die konkreten Sitze des zu wählenden Organs entschieden werden. Der Wahlkreis kann je nach Land selbst die kleinste Einheit sein oder sich aus weiteren Wahlbezirken und/oder Wahlsprengeln zusammensetzen.

## Grundlagen
Zur konkreten, lokalen Durchführung von Wahlen und Abstimmungen wird das Wahlgebiet in Wahlbezirke bzw. Stimmbezirke unterteilt. Während bei vielen Wahlsystemen ein Wahlkreis die Einheit ist, in der ein Abgeordneter (bei Mehrmandatswahlkreisen auch mehrere Abgeordnete) bestimmt wird, hat der Zuschnitt der Wahlbezirke keinen Einfluss auf das Ergebnis. Diese dienen lediglich der überschaubaren Gestaltung des organisatorischen Ablaufs und sollen vor allem in dünn besiedelten Gegenden Bürgernähe und einfaches Wahrnehmen des Wahlrechts sicherstellen sowie in Städten überlaufene Wahlorte verhindern.
Jedem Wahlbezirk ist jeweils ein Wahllokal und ein Wahlvorstand (in Deutschland) bzw. eine Wahlkommission (in Österreich) zugeordnet, die für einen gesetzmäßigen und unverfälschten Wahlvorgang und eine korrekte Auszählung verantwortlich ist (bei Abstimmungen mit den entsprechenden Bezeichnungen: Stimmbezirk, Abstimmungslokal und Abstimmungsvorstand).

## Nationales

### Deutschland
Für Parlamentswahlen in Deutschland gilt dabei grundsätzlich die Regel, dass nicht mehr als 2500 Wahlberechtigte in einem Wahlbezirk sein sollen. Kleinere Gemeinden bilden in der Regel einen Wahlbezirk, größere werden aufgeteilt, wobei jedoch kein Wahlbezirk so klein sein darf, dass erkennbar wird, wie einzelne Wahlberechtigte gewählt haben. Deutschlands kleinsten Wahlbezirk bildet die Hallig Gröde mit 12 Wahlberechtigten bei der letzten Wahl. Bei der Bundestagswahl 2017 gab es rund 73.500 Urnen- und etwa 14.500 Briefwahlbezirke.

#### Kommunalwahlen
Bei Kommunalwahlen in Nordrhein-Westfalen werden die Städte in Wahlbezirke eingeteilt, in denen von jeder Partei ein Direktkandidat zur Wahl antritt. Die Hälfte der Mandate der Stadträte werden durch Wahlbezirkskandidaten gewählt, die andere Hälfte über die Reserveliste der Parteien. Ein Wähler hat aber anders als bei der Bundestagswahl nur eine Stimme, mit der er sich für einen Direktkandidaten und für die Reserveliste einer Partei entscheidet.

### Irland
Irlands Electoral Districts (2014: 3441) stellen zugleich die statistische LAU-2-Ebene dar (siehe NUTS:IE).

### Österreich
Für Parlamentswahlen in Österreich gilt, dass die betreffende Wahlkommission auszulasten, aber nicht zu überfordern ist. Daher sind die Wahlsprengel jeweils für Teile einer Gemeinde mit einigen Hundert Wählern ausgelegt, wobei organisatorische Überlegungen wie Wartezeiten und Erreichbarkeit des Wahllokals einbezogen werden.